# Bakuba (folk)
Bakuba även bushongo eller kuba, är ett bantufolk som företrädesvis lever i Centralafrika. Totalt samlar folkgruppen 16 olika bantu-talande folk.
Enligt uppgifter hämtade 2023 uppskattades 250 000 människor tillhöra folkgruppen, vars släktskap är matrilinjärt. De livnär sig företrädesvis på jordbruk med majsodling i kombination med jakt. Majoriteten lever traditionellt och endast ett fåtal har emigrerat. Folkgruppen har ett släktskap med folkgruppen kongo, vilka båda är kända för sin "plastiska konst, sitt sakrala kungadöme" – Kungariket Kuba – och "sina maskdanser inom ramen för hemliga sällskap och anderitualer".